# Van Cortlandt Park

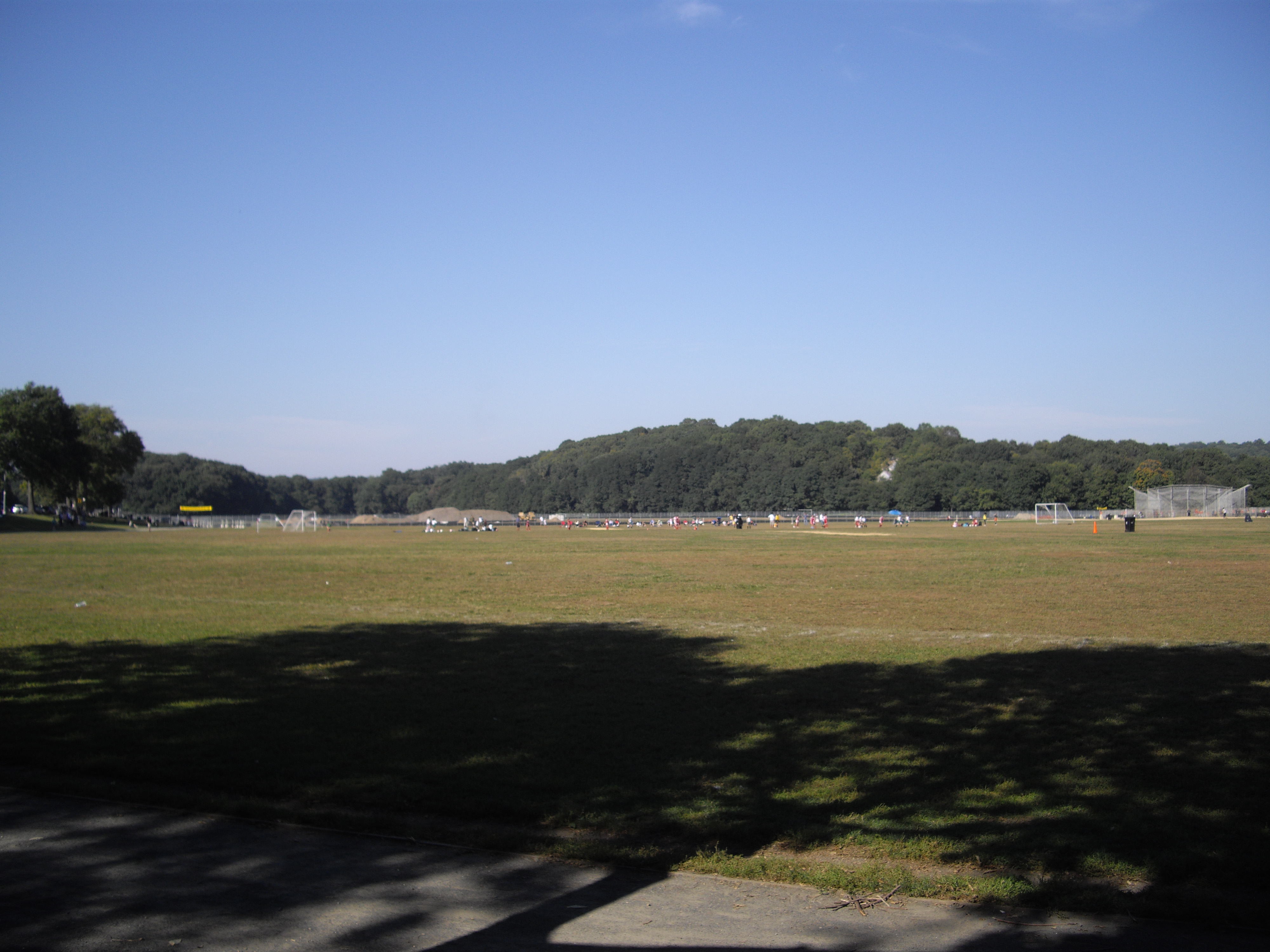
Vista del parc.

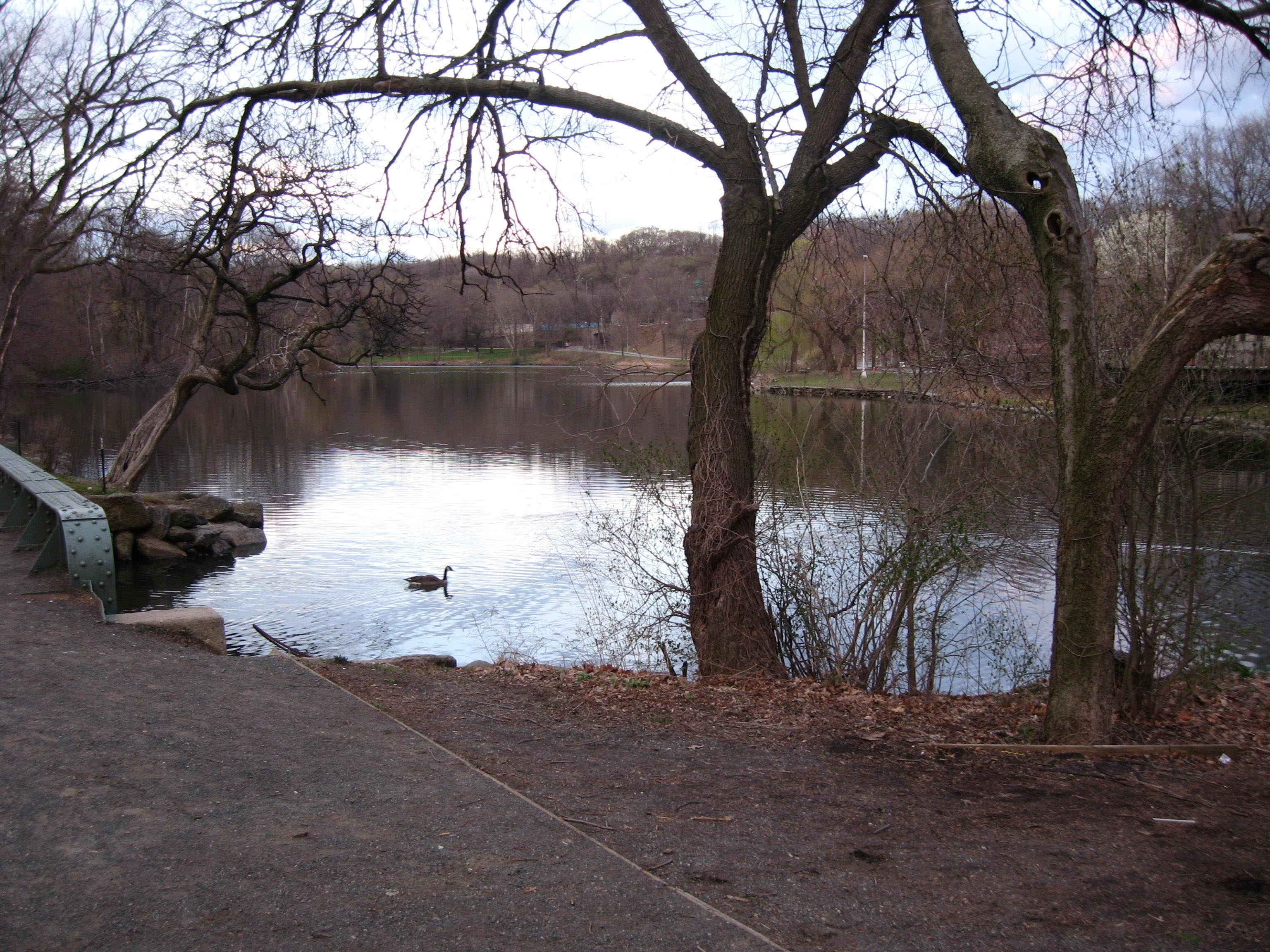
Vista del llac.

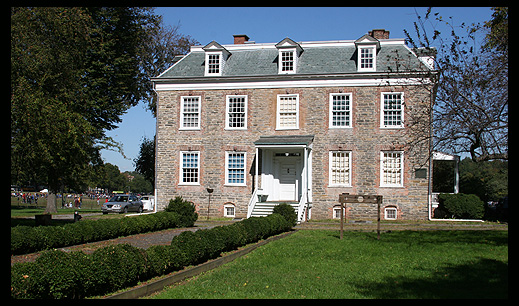
La Van Cortlandt House Museum.

El Van Cortlandt Park és un gran espai verd situat al borough del Bronx, a New York. La seva superfície de 4,6 km² en fa el segon parc més gran de la ciutat, no darrere Central Park, sinó darrere el Pelham Bay Park, també situat al Bronx, i el Flushing Meadows Park. És administrat, a com d'altres espais verds de la ciutat pel New York City Department of Parks and Recreation.
El parc ha estat anomenat així en memòria de Stephanus Van Cortlandt, que va ser el primer batlle de New York d'haver nascut en territori americà, al final del segle xvii. La família Van Cortlandt era també molt influent durant el període de colonització portat pels anglesos i els holandesos. L'edifici més vell del Bronx, el Van Cortlandt House Museum està situat al parc. El parc comprèn el camp de golf més antic dels Estats Units: data de 1895. El parc, obert el 1888, va ser en gran part condicionat en aquesta època, però certes zones van ser deixades en el seu estat natural. Als anys 1930, la creació del Henry Hudson Parkway i de la Mosholu Parkway va canviar l'aspecte del parc, ara recorregut per aquests eixos de carretera importants, dels quals la construcció va requerir la disposició d'un aiguamoll. Als anys 1970, la crisi financera de New York va contribuir a la ruïna del parc. Tanmateix, a partir dels anys 1990, van ser concedits fons que van permetre d'efectuar-ne la restauració.